# 西オーストラリア州総督
西オーストラリア州総督（にしオーストラリアしゅうそうとく、英語: Governor of Western Australia）は、オーストラリア連邦西オーストラリア州の総督である。

## 一覧

### 副総督

総督の旗

総督の旗（1953年-1988年）

総督の旗（1870年-1953年）

| No. | 氏名                     | 就任           | 退任         |
| --- | ------------------------ | -------------- | ------------ |
| 1   | ジェームズ・スターリング | 1828年12月30日 | 1832年2月5日 |

### 総督

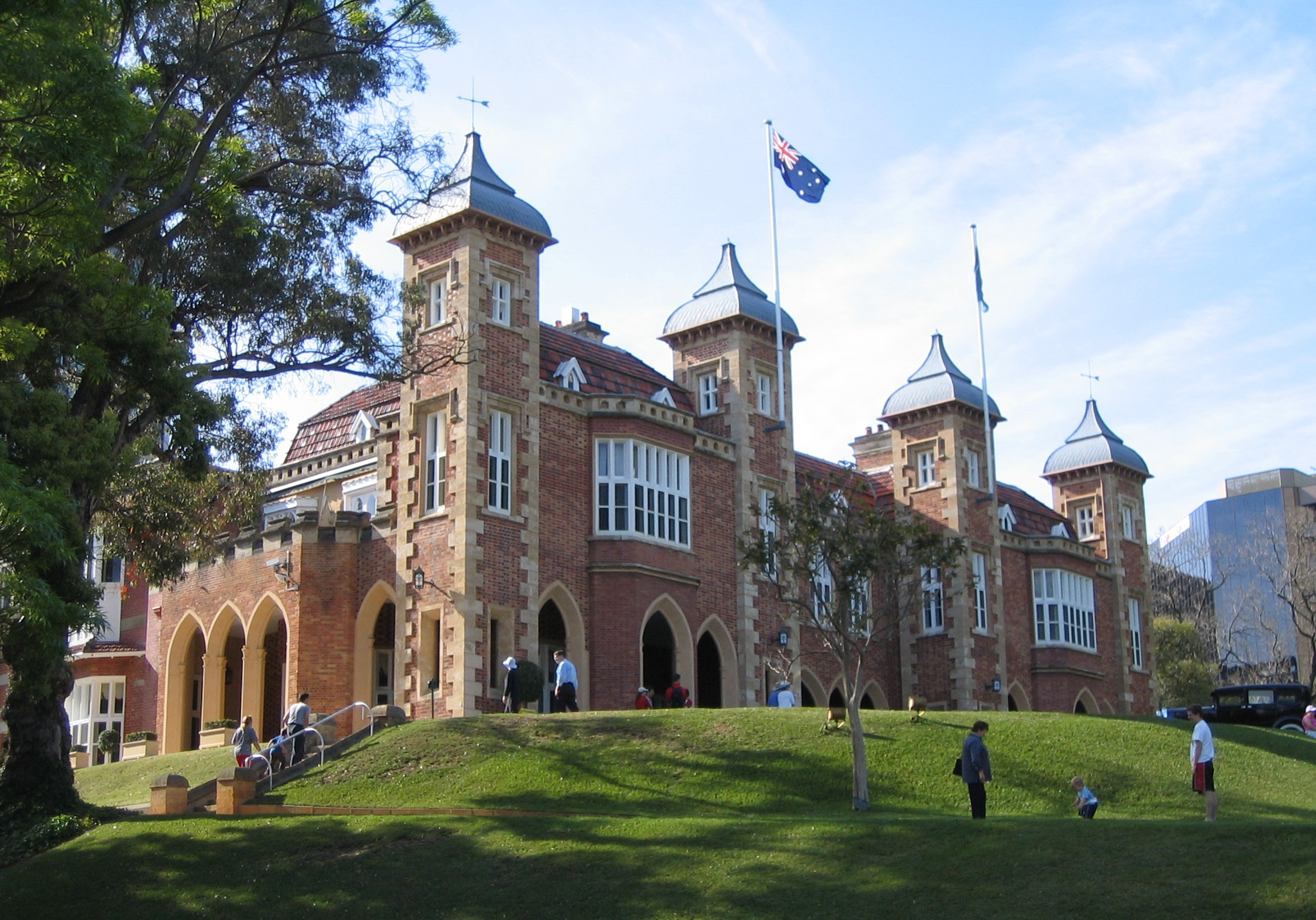
パースの総督公邸

| No.  | 氏名                                                 | 就任           | 退任           |
| ---- | ---------------------------------------------------- | -------------- | -------------- |
| 1    | ジェームズ・スターリング                             | 1832年3月4日   | 1839年1月2日   |
| 2    | ジョン・ハット                                       | 1839年1月3日   | 1846年1月26日  |
| 3    | アンドルー・クラーク                                 | 1846年1月27日  | 1847年2月11日  |
| 代行 | フレデリック・アーウィン                             | 1847年2月12日  | 1848年8月11日  |
| 4    | チャールズ・フィッツジェラルド                       | 1848年8月12日  | 1855年7月22日  |
| 5    | アーサー・ケネディ                                   | 1855年7月23日  | 1862年2月27日  |
| 6    | ジョン・ハンプトン                                   | 1862年2月28日  | 1868年11月1日  |
| 7    | ベンジャミン・パイン                                 | 1868年11月2日  | 1869年9月29日  |
| 8    | フレデリック・ウェルド                               | 1869年9月30日  | 1875年1月10日  |
| 9    | ウィリアム・ロビンソン                               | 1875年1月11日  | 1877年11月11日 |
| 10   | ハリー・オード                                       | 1877年11月12日 | 1880年4月9日   |
| ―    | ウィリアム・ロビンソン (2回目)                       | 1880年4月10日  | 1883年6月1日   |
| 11   | フレデリック・ブルーム                               | 1883年6月2日   | 1890年10月19日 |
| ―    | ウィリアム・クリーバーフランシス・ロビンソン (第3回) | 1890年10月20日 | 1895年12月22日 |
| 12   | ジェラルド・スミス                                   | 1895年12月23日 | 1901年4月30日  |
| 13   | アーサー・ローリー                                   | 1901年5月1日   | 1903年3月23日  |
| 14   | フレデリック・ベッドフォード                         | 1903年3月24日  | 1909年5月30日  |
| 15   | ジェラルド・ストリックランド                         | 1909年5月31日  | 1913年3月16日  |
| 16]  | ハリー・バロン                                       | 1913年3月17日  | 1917年4月8日   |
| 17   | ウィリアム・エリソン＝マカートニー                   | 1917年4月9日   | 1920年4月8日   |
| 18   | フランシス・ニューディゲイト                         | 1920年4月9日   | 1924年10月27日 |
| 19   | ウィリアム・カンピオン                               | 1924年10月28日 | 1931年6月8日   |
| ―    | 不在                                                 | 1931年         | 1948年         |
| 20   | ジェームズ・ミッチェル                               | 1948年10月5日  | 1951年6月30日  |
| 21   | チャールズ・ガードナー                               | 1951年11月6日  | 1963年10月25日 |
| 22   | ダグラス・ケンドルー                                 | 1963年10月25日 | 1974年1月6日   |
| 23   | ヒューイ・エドワーズ                                 | 1974年1月7日   | 1975年11月23日 |
| 24   | ウォレス・カイル                                     | 1975年11月24日 | 1980年11月24日 |
| 25   | リチャード・トローブリッジ                           | 1980年11月25日 | 1983年11月24日 |
| 26   | ゴードン・リード                                     | 1984年7月2日   | 1989年9月      |
| 27   | フランシス・バート                                   | 1990年3月29日  | 1993年10月31日 |
| 28   | マイケル・ジェフリー                                 | 1993年11月1日  | 2000年8月17日  |
| 29   | ジョン・サンダーソン                                 | 2000年8月18日  | 2005年10月31日 |
| 30   | ケン・マイケル                                       | 2006年1月18日  | 2011年5月2日   |
| 31   | マルコム・マカスカー                                 | 2011年7月1日   | 2014年6月30日  |
| 32   | ケリー・サンダーソン                                 | 2014年10月20日 | 2018年5月1日   |
| 33   | キム・ビーズリー                                     | 2018年5月1日   | 2022年6月30日  |
| 34   | クリス・ドーソン                                     | 2022年7月15日  | 現職           |